# Władimir Stawski
Władimir Pietrowicz Stawski (Kirpicznikow) (ros. Влади́мир Петро́вич Ста́вский (Кирпичников), ur. 17 lipca?/30 lipca 1900 w Penzie, zm. 14 listopada 1943 we wsi Turki-Pierewoz k. Newla) – radziecki pisarz, sekretarz generalny Związku Pisarzy ZSRR (1936–1941).

## Życiorys
W 1918 został członkiem WKP(b), brał udział w wojnie domowej w Rosji w szeregach Armii Czerwonej, był też korespondentem wojennym. Od 1922 publikował w gazecie „Mołot” w Rostowie nad Donem, w 1924 wydał pierwszą księgę szkiców „Prosził”, szeroko publikował w prasie centralnej z materiałami sławiącymi stalinowską politykę, w latach 1928-1933 był sekretarzem Rosyjskiego Stowarzyszenia Pisarzy Proletariackich. W 1928 opublikował powieść „Stanica", 1930 „Razbieg”, a w 1932 „Na Griebne”, w których opiewał walkę klas podczas kolektywizacji. Był delegatem na XVII Zjazd WKP(b) od 26 stycznia do 10 lutego 1934. W 1936 po śmierci Gorkiego został sekretarzem generalnym Związku Pisarzy ZSRR, jednocześnie w latach 1937-1941 był redaktorem naczelnym pisma „Nowyj Mir”. Nie posiadając autorytetu Gorkiego, był przede wszystkim mianowanym przez partię administratorem Związku Pisarzy ZSRR. Zajmując swoje stanowisko, sankcjonował zniszczenie ogromnej liczby przedstawicieli inteligencji twórczej w ZSRR, mimo że jego opinia jako sekretarza generalnego Związku Pisarzy ZSRR nie odgrywała żadnej istotnej roli. W 1937 został deputowanym do Rady Najwyższej ZSRR I kadencji. W 1941 oddał stanowisko sekretarza generalnego Związku Pisarzy ZSRR i wyjechał na front wojny z Niemcami jako wojenny korespondent „Prawdy”. Publikował w prasie centralnej i frontowej. W 1941 wydał zbiór reportaży W bojach za Rodinu, a w 1942 Na Frontach Oteczestwiennoj Wojny, Frontowyje Zapiski i W Blindaże. Zginął w walce.